# Wereldkampioenschap dammen 1968 (match)
De match om het wereldkampioenschap dammen 1968 werd van maandag 1 januari t/m zondag 28 januari 1968 in Tbilisi gespeeld tussen titelverdediger Iser Koeperman en zijn uitdager Andris Andreiko. De match bestond uit 20 partijen en eindigde in 22-18 in het voordeel van Iser Koeperman die daarmee zijn wereldtitel behield. 

## Uitslagen
| Rang | Land | Naam            | 1 | 2 | 3 | 4 | 5 | 6 | 7 | 8 | 9 | 10 | 11 | 12 | 13 | 14 | 15 | 16 | 17 | 18 | 19 | 20 | punten |
| ---- | ---- | --------------- | - | - | - | - | - | - | - | - | - | -- | -- | -- | -- | -- | -- | -- | -- | -- | -- | -- | ------ |
| 1    | URS  | Iser Koeperman  | 1 | 1 | 1 | 1 | 1 | 1 | 1 | 1 | 2 | 1  | 1  | 1  | 1  | 1  | 1  | 1  | 1  | 1  | 2  | 1  | 22     |
| 2    | URS  | Andris Andreiko | 1 | 1 | 1 | 1 | 1 | 1 | 1 | 1 | 0 | 1  | 1  | 1  | 1  | 1  | 1  | 1  | 1  | 1  | 0  | 1  | 18     |